# William L. McMillan
William Laughlin McMillan (* 13. Januar 1936 in Little Rock, Arkansas; † 30. August 1984) war ein US-amerikanischer Festkörperphysiker, bekannt für Forschungen zu Supraleitern.
McMillans Vater war Bauingenieur mit schottischen Vorfahren, seine Mutter stammte aus einer Südstaatenfamilie, der die Georgia Southern Railroad gehörte. Er studierte Elektrotechnik an der University of Arkansas mit dem Bachelorabschluss 1958 (wobei er in den Sommermonaten bei RCA und IBM arbeitete) und Physik mit dem Master-Abschluss 1959. 1964 wurde er an der University of Illinois at Urbana-Champaign bei John Bardeen in Physik promoviert mit einer Arbeit über den Grundzustand von flüssigem Helium, wobei er früh Monte Carlo Techniken anwandte. Er war danach bis 1972 Mitglied der Bell Laboratories. 1972 wurde er Professor an der University of Illinois in Urbana-Champaign, was er bis zu seinem Tod blieb - er wurde als Fahrradfahrer von einem Auto angefahren.
In den 1960er Jahren bestimmte er mit John Rowell an den Bell Labs die Phonon-Spektren von Supraleitern aus den Tunneldaten von Elektronen. Neben Supraleitern befasste er sich unter anderem mit flüssigem Helium, Flüssigkristallen, Spingläsern und Lokalisierungsphänomenen. Flüssigkristallen wandte er sich in den 1960er Jahren während eines Sabbatjahrs am Cavendish Laboratory in Cambridge und in Orsay bei Pierre Gilles de Gennes zu (bei dem er 1978/79 erneut ein Jahr war). Er untersuchte experimentelle Vorhersagen aus einer Landau-artigen Theorie von Phasenübergängen in Flüssigkristallen. Er befasste sich auch mit dem Phasenübergang bei Ladungsdichtewellen, dem Metall-Isolator-Phasenübergang, dünnen Filmen als flüssigem Helium und Monte Carlo Simulationen des Isingmodells.
Für seine theoretischen Untersuchungen entwickelte er eigene Computer-Hardware und Renormierungsgruppenverfahren.
Er war Mitglied der National Academy of Sciences (1982) und der American Academy of Arts and Sciences (1983). 1978 erhielt er den Fritz London Memorial Award mit John Rowell. Der William L. McMillan Award der University of Illinois ist nach ihm benannt.
Er spielte schon als Schüler auf verschiedenen Instrumenten in Jazzbands. Er war seit 1958 mit Joyce Anne Stairs verheiratet, mit der er vier Kinder hatte.
Er veröffentlichte auch mit Philip Warren Anderson.

## Schriften
- mit Rowell Lead phonon spectrum calculated from superconducting density of states, Phys. Rev. Lett., Band 14, 1964, S. 108–112
- Theory of superconductor-normal-metal-interfaces, Phys. Rev., Band 175, 1968, S. 559–568
- mit Rowell Tunneling and strong coupling superconductivity, in R. D. Parks (Hrsg.) Superconductivity, New York, Dekker, 1969, S. 561–613